# روان‌شناسی مربیگری
روان‌شناسی مربیگری یا روان‌شناسی کوچینگ (به انگلیسی: Coaching Psychology) شاخه‌ای از روان‌شناسی کاربردی است که نظریات روان‌شناختی را برای مربیگری به کار می‌برد. هدف این حوزه پیشرفت در عملکرد، موفقیت و بهزیستی در افراد، تیم‌ها و سازمان‌ها با به‌کارگیری روش‌های مبتنی بر شواهد استخراج‌شده از پژوهش علمی است.  روان‌شناسی مربیگری تحت تاثیر نظریات در حوزه‌های مختلف روان‌شناسی مانند روان‌شناسی انسان‌گرایانه، روان‌شناسی مثبت‌گرا، روان‌شناسی یادگیری و روان‌شناسی اجتماعی است.